# Stictopisthus clypeatus
Stictopisthus clypeatus är en stekelart som beskrevs av Dasch 1974. Stictopisthus clypeatus ingår i släktet Stictopisthus och familjen brokparasitsteklar. Inga underarter finns listade i Catalogue of Life.